# はくちょう座スーパーバブル
はくちょう座スーパーバブル (英: the Cygnus superbubble, CSB) は、はくちょう座の方向、太陽系から約5,500光年離れた領域に広がる高温ガスの泡状構造。半径約1,000光年の巨大な泡状の構造で、約300万ケルビン (K) という高温で希薄なことから可視光では見えず、X線波長で発見された。200万 - 300万年前に発生した極超新星の痕跡であると考えられている。

## 観測史
1980年に、NASAの高エネルギー天文衛星HEAO-1に搭載されたX線観測装置A2:CXE (Cosmic X-ray Experiment) の観測データから発見された。超新星爆発による泡構造は、通常数光年から100光年を少し超える程度の直径だが、この泡構造は当初直径450 パーセク（約1,500光年）と見積もられ、発見当初からその成因について議論が分かれた。
発見者のWebster Cashらは、300万年から1000万年の年月をかけて、30 - 100個の超新星爆発によって段階的に形成されたとする説を採った。一方、Abbottらは、この付近に位置するはくちょう座OBアソシエーション (Cygnus OB2) の恒星の恒星風によって形成されたとする説を採った。旧ソ連のBlinnikovらは、1052 - 1053ergのエネルギーを発生させた単一の超新星爆発によるものとした。その他、このスーパーバブルは単一の成因による構造ではなく、超新星残骸やCygnus OB2の恒星風など複数の要因による複合体であるとする説も出されていた。
2013年、国際宇宙ステーション日本実験棟「きぼう」の船外実験プラットフォームに搭載された全天X線監視装置 (Monitor of All-sky X-ray Image, MAXI) の観測データから、200万 - 300万年前に起きた極超新星の痕跡であるとする研究結果が発表された。この研究では、ROSATの観測データを精査した結果から、複数の領域で水素柱密度 (hydrogen column density, NH) の値がよく似た傾向を示したことから、単一の成因によるものとした。また、Cygnus OB2はこのスーパーバブルの中心から離れたところにあり、球対称な泡構造を形成するには不適であるとした。極超新星は、太陽の数十倍の質量で生まれた大質量星が起こす超新星爆発で、天の川銀河では数十万年に一度程度しか起こらない非常に珍しい現象である。系外銀河では数件の発見事例があったが、天の川銀河内では痕跡も含めて発見されたことがなく、史上初の発見例となった。